# Продажба на Аляска
Продажбата на Аляска или покупката на Аляска (в зависимост от гледната точка) е сделка за покупко-продажба на Аляска между правителствата на Руската империя и САЩ от 1867 г. за цена от 7,2 милиона щатски долара (1,67 милиарда $ по цени към 2008 г.).
Общата площ на Руска Америка по това време възлиза на 1 518 800 km².
През 1853 г. руският генерал-губернатор на Източен Сибир граф Николай Муравиев-Амурски докладва, че според него раздялата с територията е неизбежна, тъй като разходите за поддръжка на американските руски владения са значителни. Същевременно със стойността на продажбата ѝ би се спомогнало да се укрепят позициите на Русия в Азия по тихоокеанското крайбрежие срещу разрастващото се проникване и влияние на Британската империя в Северния Пасифик. В крайна сметка със загубата в Кримската война окончателно се затвърждава убеждението, че поради силния британски флот е безсмислено прякото владение на ледените планински територии в Америка и през 1867 г. „куфарът с лед“ е продаден на САЩ.
От страна на американския Конгрес сделката изглежда изключително неизгодна, защото е свързана със значителни разходи по поддръжката на това огромно и отдалечено от източното крайбрежие владение, а освен това гражданската война е разорила хазната.
За руската позиция по продажбата решаваща е ролята на министъра на външните работи Александър Горчаков, който на Берлинския конгрес заема профренска позиция с цел баланс на силите, като същевременно е упрекнат от Московския славянски комитет, че е предал интересите на българите. Сред най-видните постоянни критици на външната му политика са Иван Аксаков, Константин Победоносцев, писателят Фьодор Достоевски и императрица Мария Александровна.
На 18 октомври 1867 г. Аляска официално преминава в патримониума на Съединените щати. Същия ден в САЩ е въведен официално и григорианския календар и жителите на Аляска от 5 октомври се събуждат на 18 октомври. За 19 век и въобще в историята на САЩ покупката на Аляска се оказва второто по значимост териториално разширение след покупката на Луизиана.
В началото на века в САЩ се разраства треска за злато, а находищата на нефт и газ в региона се оценяват прогнозно на 100 – 180 млрд. долара.